# Le Cargö
Pour les articles homonymes, voir Cargo (homonymie).
Le Cargö est une salle de spectacle de musiques actuelles de la Ville de Caen gérée par l'association Arts Attack! inaugurée le 1er février 2007.

## La salle
Le Cargö se compose de deux salles de spectacle, le Club qui peut accueillir 420 personnes et dont la scène fait 60 m2 et la Grande salle avec une capacité d'accueil de 938 spectateurs et une scène de 160 m2. L'association Arts Attack!, qui organisait le Nördik Impakt, gère la salle par délégation de service public et dorénavant le NDK Festival.
Outre les salles de concert, le Cargö propose des résidences d'artistes (comme Orelsan en 2008) et bénéficie de six studios de répétition, de production et d'enregistrement.
Le Cargö est le premier bâtiment opérationnel de la presqu'île de Caen qui est en cours de reconversion à la suite de l'abandon progressif de sa vocation industrielle. La nouvelle École régionale des Beaux-Arts de Caen est construite à côté du Cargö ainsi que le Dôme et les Rives de l'Orne ont été construites sur l'autre berge du fleuve.
En 2009, la salle a reçu le label scène de musiques actuelles attribué à des institutions culturelles ayant des projets portant sur la diffusion de concerts, l'accompagnement des pratiques musicales et l'action culturelle.